# Предучилищно образование
Предучилищно образование e осигуряването на обучение за деца преди записването в задължителното и установено от закона образование, във възраст между няколко месеца и 3 до 5 години. В някои страни като САЩ предучилищната е преди детската градина и преди обичайното записване в системата на основното образование. В други, включително Европа, предучилища и детска градина са едни и същи ранно образователни детски програми.
Възможностите за предучилищна подготовка са няколко, за по-малките деца има (така наречените Ясли), а за по-големите вариантите са многобройни. В детските градини Архив на оригинала от 2014-01-14 в Wayback Machine. децата могат да открият и развият потенциала си, от езиково обучение до артистичните си наклонности.
Предучилищните програми могат да са част или отделно от услуги за детска грижа, които са необходими за работещите родители. Това може да са програми осигурени от държавата или частни такива, като в някои страни се осигурява сериозно субсидиране в плащането на цената за тези програми.
|  | Тази страница частично или изцяло представлява превод на страницата Preschool education в Уикипедия на английски. Оригиналният текст, както и този превод, са защитени от Лиценза „Криейтив Комънс – Признание – Споделяне на споделеното“, а за съдържание, създадено преди юни 2009 година – от Лиценза за свободна документация на ГНУ. Прегледайте историята на редакциите на оригиналната страница, както и на преводната страница, за да видите списъка на съавторите. ВАЖНО: Този шаблон се отнася единствено до авторските права върху съдържанието на статията. Добавянето му не отменя изискването да се посочват конкретни източници на твърденията, които да бъдат благонадеждни. |